# Dorfkirche Wandlitz

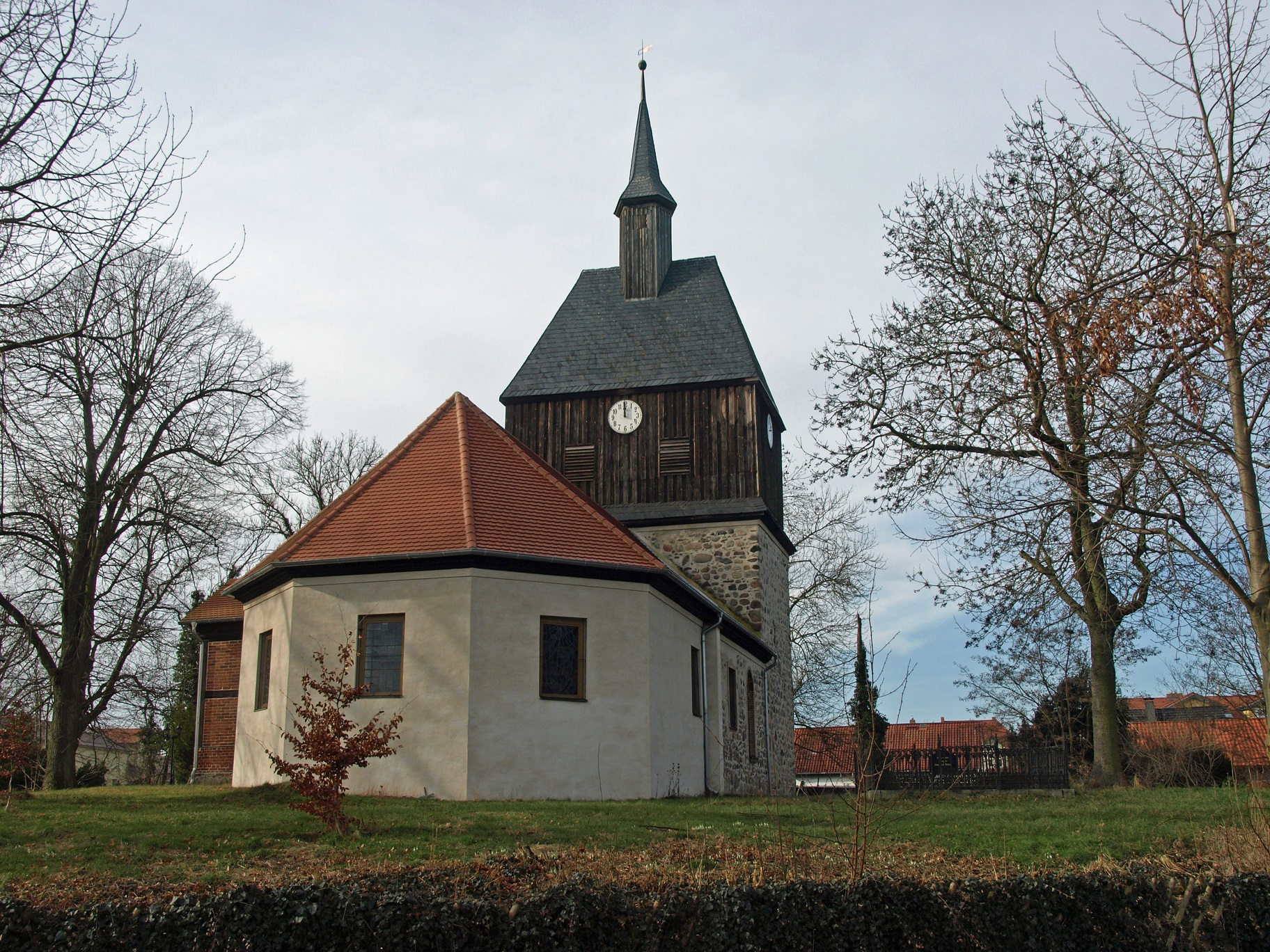
Evangelische Kirche im Dorfkern von Wandlitz, Ansicht von Osten

Die evangelische Dorfkirche Wandlitz ist ein Kirchengebäude im Ortsteil Wandlitz der gleichnamigen Gemeinde. Sie erhielt ihr heutiges Aussehen zwischen dem 13. und 19. Jahrhundert durch mehrfache Umgestaltungen. Das Gebäude steht unter Denkmalschutz. Die Kirche gehört zur Gesamtkirchengemeinde Basdorf-Wandlitz-Zühlsdorf im Kirchenkreis Barnim der Evangelischen Kirche Berlin-Brandenburg-schlesische Oberlausitz (EKBO).

## Geschichte

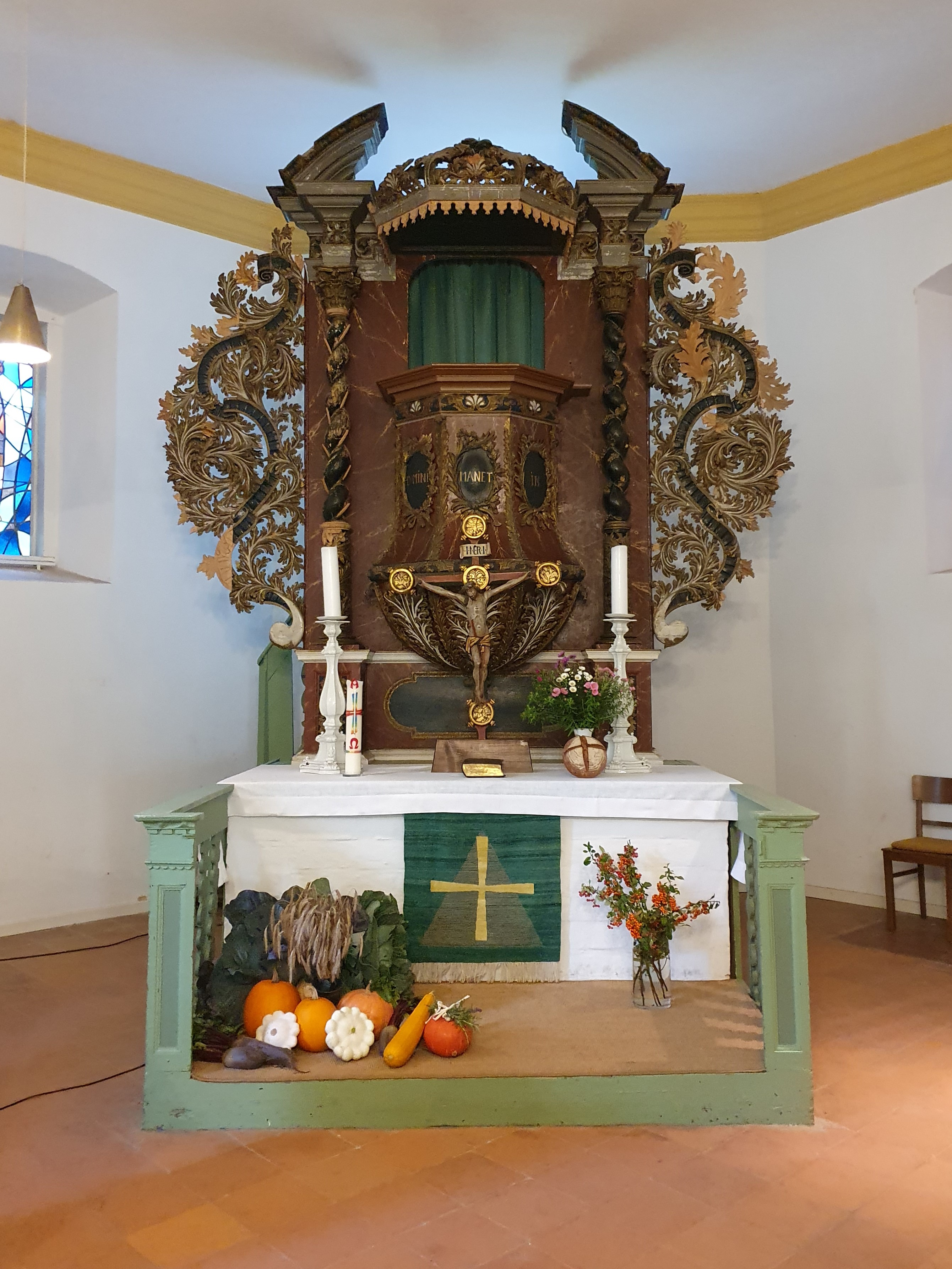
Kanzelaltar

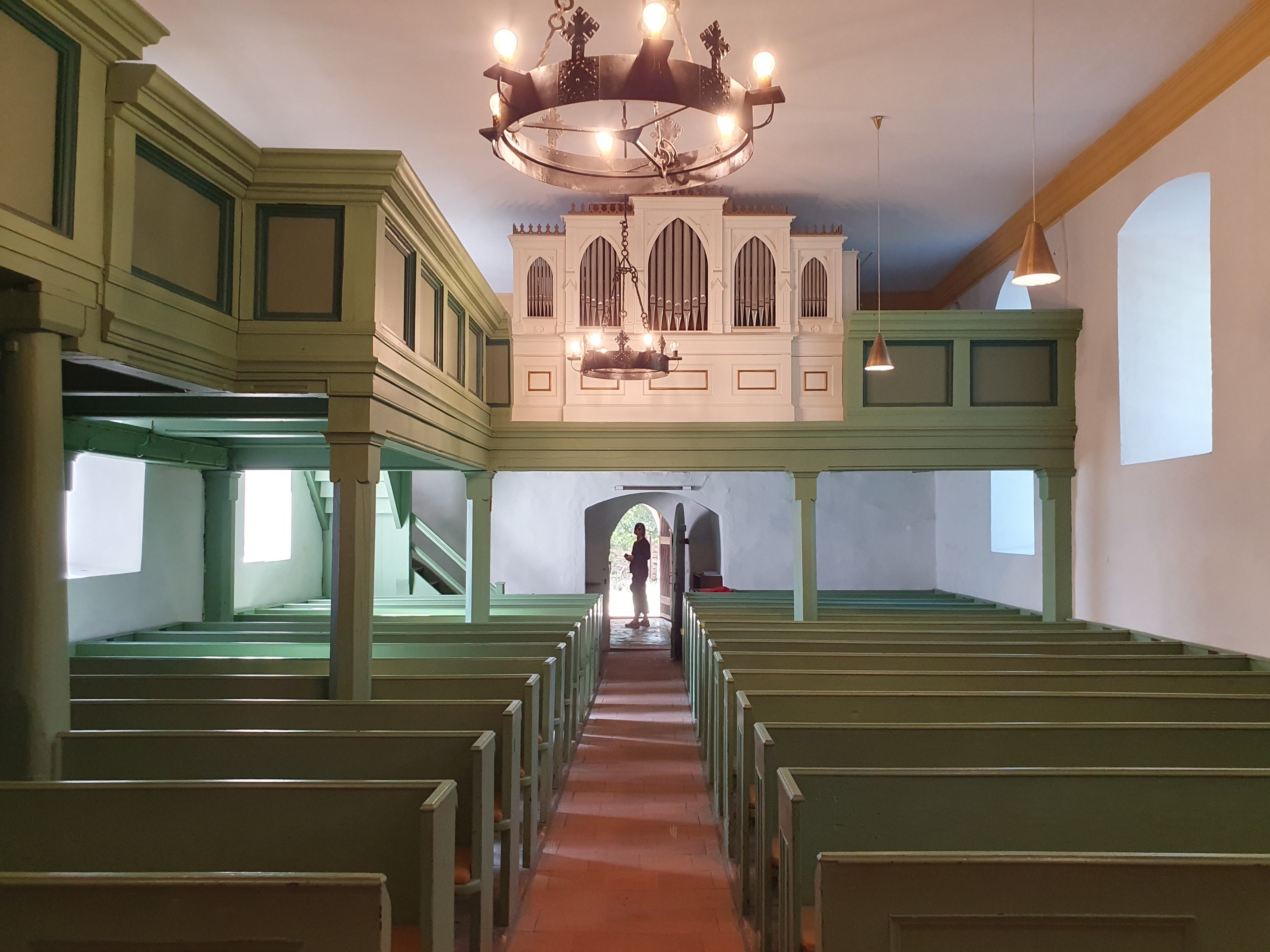
Blick zur Orgel

Die Fundamente der evangelischen (Dorf-)Kirche in Wandlitz stammen aus der Zeit der Entstehung des ersten Dorfes im 13. Jahrhundert. Zunächst gab es einen schlichten Bau im spätromanischen Stil, später wurde dieses Bauwerk durch frühgotische Elemente verändert. Im 18. Jahrhundert erfolgten eine Erweiterung und ein Umbau in ein typisches frühbarockes Gotteshaus. Ein kleiner hölzerner Glockenstuhl wurde neben dem Kirchengebäude auf dem Kirchhof aufgestellt. Die hölzernen Tragwerke im Inneren des Turmes und des Dachstuhls sind in den Jahrhunderten von den Larven des Hausbocks zerfressen worden; der große Sturm des Jahres 2007 (Kyrill) hatte die Laterne und das Dach beschädigt, die nur notdürftig repariert werden konnten. Im Frühjahr 2010 stellten Baufachleute schließlich die Standsicherheit des gesamten Gebäudes in Frage. Alle diese Schäden und Sicherheitsmängel führten zu kurzfristig ausgeführten Sanierungsarbeiten. Der Turm wurde mittels eines Spezialkrans abgehoben, Zimmerer und Maurer erneuerten sämtliche Traghölzer und bereits im Herbst 2010 konnten die Arbeiten abgeschlossen werden. (Fast zeitgleich erfolgten an der Dorfkirche Basdorf solche Sanierungsarbeiten.)

## Architektur und Ausstattung
Das Kirchengebäude besteht aus einem Mischstil verschiedener Architekturepochen. Der Westturm des Gebäudes trägt eine Turmuhr sowie einen Dachreiter auf dem Pultdach, eine Glocke hängt in einem hölzernen Glockenträger südöstlich des Kirchenschiffes. Die Grundmaße des Gotteshauses betragen etwa 27 Meter in West-Ost-Richtung (Länge) und elf Meter in Nord-Süd-Richtung (Breite).
Bemerkenswerte Ausstattungsdetails sind der Kanzelaltar und die Skulptur lehrender Christus von Ernst Barlach aus dem Jahr 1931. Die Kirchengemeinde verfügt auch über zwei KPM-Porzellan-Altarleuchter aus dem Jahr 1850, die im Jahr 2020 von einer Berliner Firma restauriert wurden. Von der Decke des Hauptschiffes hängen mehrere schmiedeeiserne Kronleuchter. 

### Orgel
Über dem Westeingangsbereich erhebt sich eine Orgelempore. Die hier installierte Orgel stammt aus dem Jahr 1878 und wurde in der Werkstatt von Wilhelm Remler angefertigt. Sie verfügt über etwa 350 Orgelpfeifen, deren Prospektpfeifen aus Zinn gefertigt sind. Die ersten derartigen Pfeifen mussten im Ersten Weltkrieg als Metallspende des deutschen Volkes abgeliefert werden. Die Bespielbarkeit der Orgel wurde durch Einbau von Ersatzpfeifen aus Zink gewährleistet. Erst in den 2010er Jahren, nach der oben genannten Dachsanierung war es der Gemeinde möglich, das Musikinstrument komplett nach alten Vorlagen restaurieren zu lassen, der Prospekt erhielt einen weißen Anstrich anstelle des bisherigen grünen. Diese Arbeiten erledigte die Eberswalder Orgelbauwerkstatt Harry Sander & Andreas Mähnert. Die erneute Orgelweihe fand am 13. September 2015 statt. Das Instrument hat sieben Register auf einem Manual und Pedal.

### Glocken
Die Wandlitzer Dorfkirche verfügt über vier Kirchenglocken. Drei davon sind Gussstahlglocken, die 1923 in der Glockengießerei Lauchhammer gegossen wurden. Sie hängen im massiven Kirchturm. Die kleinste Glocke ist in einem Glockenträger neben der Kirche untergebracht und kann nur von Hand geläutet werden. Sie wurde von einem unbekannten Gießer im 15. Jahrhundert in Bronze gegossen.

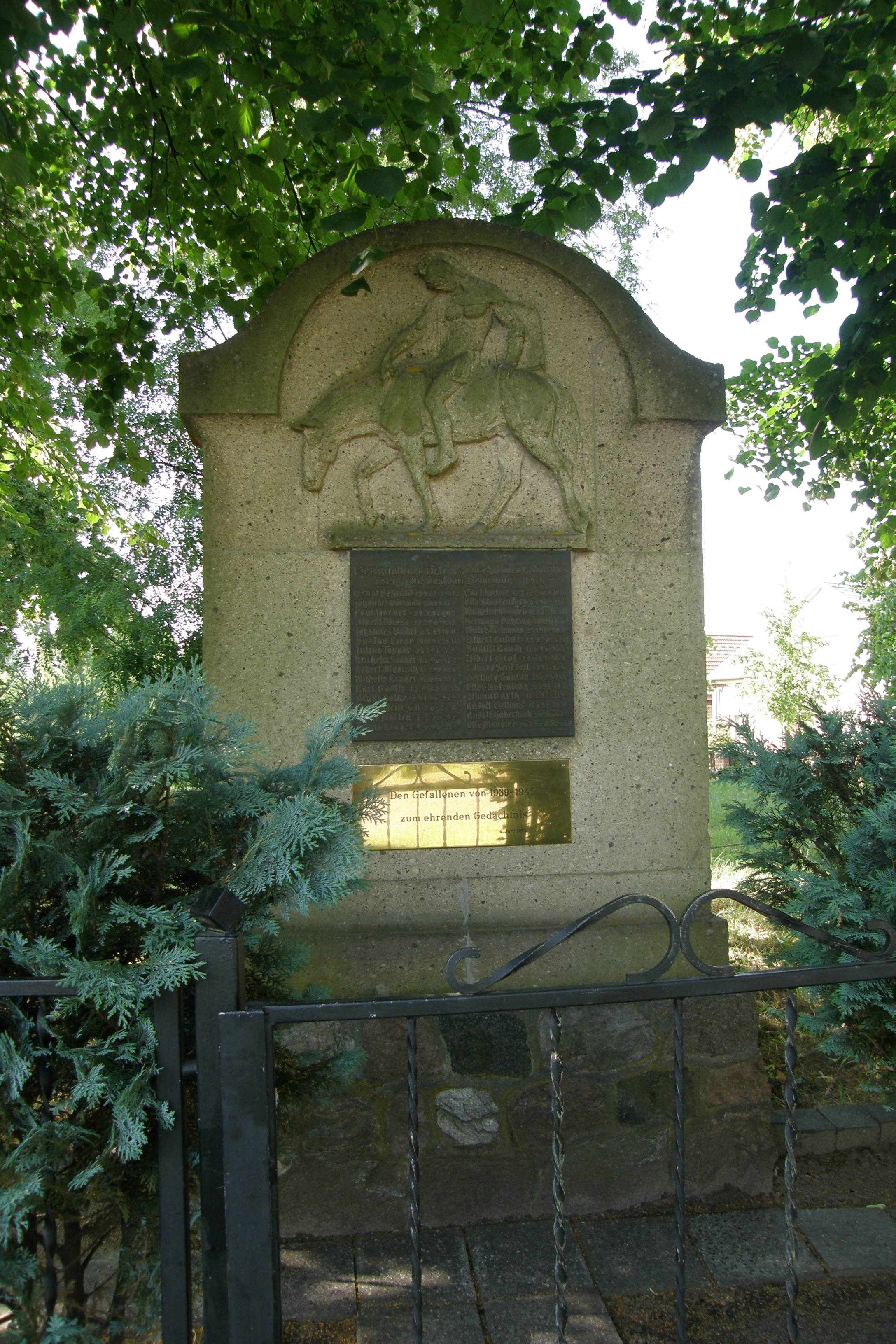
Kriegerdenkmal im Dorf Wandlitz

| Glocke | Name             | Schlagton | Gewicht | Durchmesser | Inschrift            |
| ------ | ---------------- | --------- | ------- | ----------- | -------------------- |
| 1      | Betglocke        | gis′      | 800 kg  | 1200 mm0    | DENNOCH              |
| 2      |                  | h′        | 425 kg  | 990 mm      | WACHET               |
| 3      | Vaterunserglocke | d″        | 195 kg  | 760 mm      | BETET                |
| 4      | Maria            | fis″      | 095 kg  | 550 mm      | HILF GOT MARIA BERAT |

### Außenbereich
Der auf dem Kirchengelände früher für Bestattungen genutzte Kirchhof wurde ab Mitte des 19. Jahrhunderts stillgelegt. Kirchliche und weltliche Beisetzungen finden seitdem auf dem Kommunalfriedhof Wandlitz statt.
Im Kirchgarten an der Einzäunung steht ein 1922 eingeweihtes Kriegerdenkmal mit Gedenktafeln für die aus dem Dorf Wandlitz Gefallenen der beiden Weltkriege, gefertigt von Hermann Hosaeus (siehe Bild). Und im Kirchgarten wurden auch Skulpturen aufgestellt.

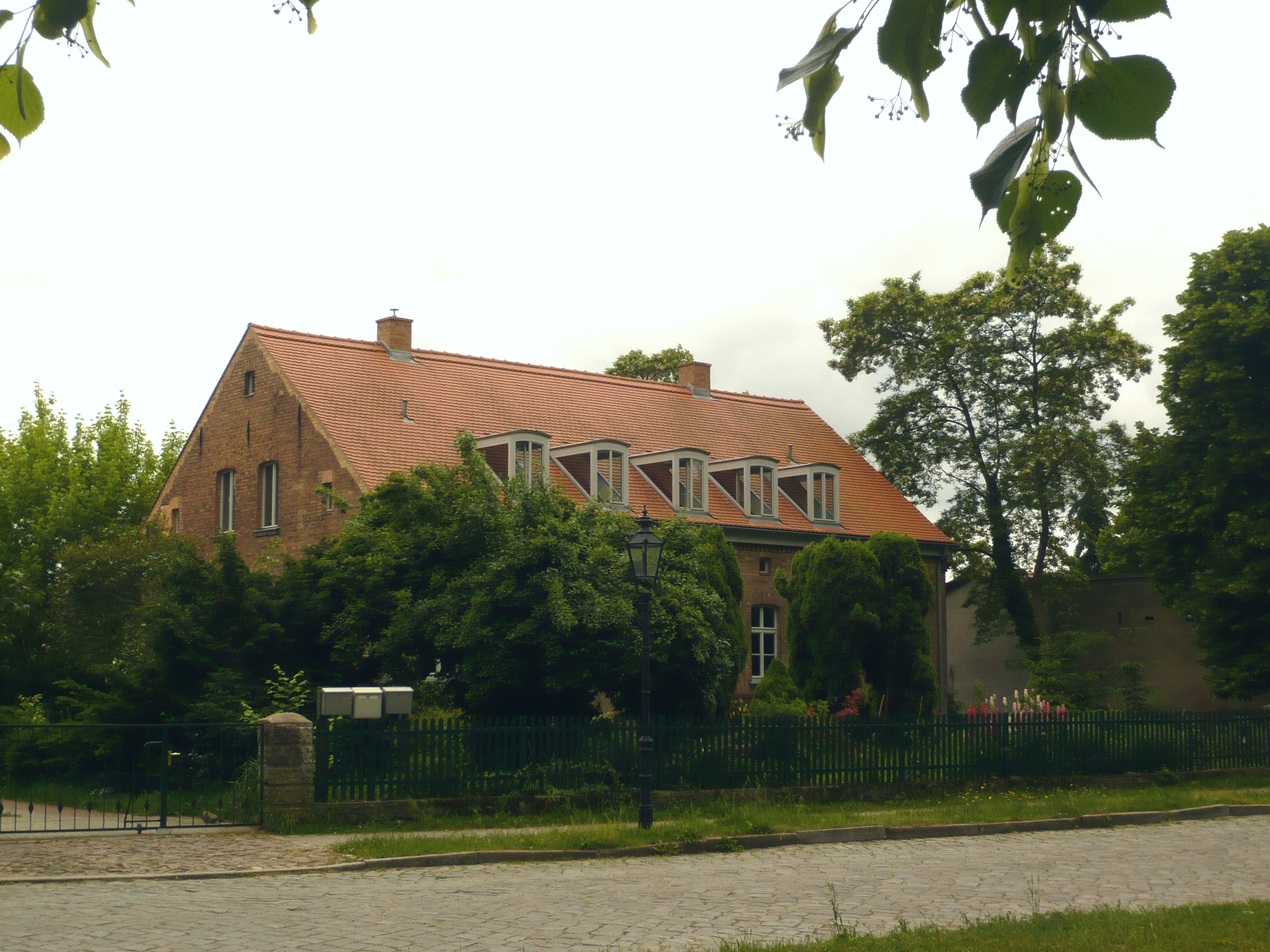
Pfarrhaus im Jahr 2010

## Pfarrhaus
Die Kirchengemeinde ließ in der Bahnhofstraße, schräg gegenüber dem Gotteshaus, ab 1904 ein Pfarrhaus und eine Wagenremise errichten. Im Jahr 1934 erfuhr das Pfarrhaus eine bauliche Erweiterung. Nach der Wende wurde das Pfarrhaus umfassend saniert.